# Ospedaletto d’Alpinolo
Ospedaletto d’Alpinolo – miejscowość i gmina we Włoszech, w regionie Kampania, w prowincji Avellino.
Według danych na 1 stycznia 2022 roku gminę zamieszkiwało 2080 osób (1014 mężczyzn i 1066 kobiet).